# Euxoa wilsoni
Euxoa wilsoni là một loài bướm đêm trong họ Noctuidae.